# Gran Premi del Canadà del 1998
Resultats del Gran Premi del Canadà de Fórmula 1 de la temporada 1998, disputat al circuit urbà de Gilles Villeneuve a Mont-real el 7 de juny del 1998.

## Resultats de la cursa
| Pos | No | Pilot                 | Equip                  | Voltes | Temps/ Retir.     | Pos. de sort. | Punts |
| --- | -- | --------------------- | ---------------------- | ------ | ----------------- | ------------- | ----- |
| 1   | 3  | Michael Schumacher    | Ferrari                | 69     | 1h 40' 57. 3      | 3             | 10    |
| 2   | 5  | Giancarlo Fisichella  | Benetton - Playlife    | 69     | + 16.662 s        | 4             | 6     |
| 3   | 4  | Eddie Irvine          | Ferrari                | 69     | + 1' 00. 059 min. | 8             | 4     |
| 4   | 6  | Alexander Wurz        | Benetton - Playlife    | 69     | + 1' 03. 232 min. | 11            | 3     |
| 5   | 18 | Rubens Barrichello    | Stewart - Ford         | 69     | + 1' 21. 513 min. | 13            | 2     |
| 6   | 19 | Jan Magnussen         | Stewart - Ford         | 68     | + 1 Volta         | 20            | 1     |
| 7   | 22 | Shinji Nakano         | Minardi - Ford         | 68     | + 1 Volta         | 18            |       |
| 8   | 20 | Ricardo Rosset        | Tyrrell - Ford         | 68     | + 1 Volta         | 22            |       |
| 9   | 16 | Pedro Diniz           | Arrows                 | 68     | + 1 Volta         | 19            |       |
| 10  | 1  | Jacques Villeneuve    | Williams - Mecachrome  | 63     | + 6 Voltes        | 6             |       |
| Ret | 23 | Esteban Tuero         | Minardi - Ford         | 53     | Part elèctrica    | 21            |       |
| Ret | 9  | Damon Hill            | Jordan - Mugen - Honda | 42     | Part elèctrica    | 10            |       |
| Ret | 11 | Olivier Panis         | Prost - Peugeot        | 39     | Virolla           | 15            |       |
| Ret | 2  | Heinz-Harald Frentzen | Williams - Mecachrome  | 20     | Virolla           | 7             |       |
| Ret | 7  | David Coulthard       | McLaren - Mercedes     | 18     | Accelerador       | 1             |       |
| Ret | 15 | Johnny Herbert        | Sauber - Petronas      | 18     | Virolla           | 12            |       |
| Ret | 17 | Mika Salo             | Arrows                 | 18     | Virolla           | 17            |       |
| Ret | 8  | Mika Häkkinen         | McLaren - Mercedes     | 0      | Caixa canvi       | 2             |       |
| Ret | 10 | Ralf Schumacher       | Jordan - Mugen - Honda | 0      | Caixa canvi       | 5             |       |
| Ret | 14 | Jean Alesi            | Sauber - Petronas      | 0      | Col·lisió         | 9             |       |
| Ret | 12 | Jarno Trulli          | Prost - Peugeot        | 0      | Col·lisió         | 14            |       |
| Ret | 21 | Toranosuke Takagi     | Tyrrell - Ford         | 0      | Transmissió       | 16            |       |

## Altres
- Pole: David Coulthard 1' 18. 213
- Volta ràpida: Michael Schumacher 1' 19. 379 (a la volta 48)